# Benjamin Roffet
Benjamin Roffet, né le 8 mars 1981 à Feurs (Loire), est un sommelier français. Il devient en 2010 meilleur sommelier de France et obtient le titre de meilleur ouvrier de France en sommellerie en 2011, un doublé que très peu de sommeliers ont réalisé à ce jour. Il officie aujourd'hui au restaurant gastronomique de la Tour Eiffel, Le Jules Verne, comme directeur de la sommellerie.

## Biographie
Né à Feurs, Benjamin Roffet grandit à Écotay-l'Olme près de Montbrison dans le Forez, il valide d'abord un baccalauréat général scientifique, avant de s'orienter vers l'hôtellerie et sa passion : le vin. Il passe pour cela un BTS Hôtellerie/Restauration à Illkirch-Graffenstaden (Strasbourg) puis une mention complémentaire Sommellerie à Dijon.
Il commence sa carrière avec le Groupe Ducasse puis part pour l'étranger, en Irlande puis en Angleterre où il travaille pour le chef écossais Gordon Ramsay (Royal Hospital Road  et Claridge's  au Guide Michelin). Il le rejoint ensuite à la réouverture du Trianon Palace (Versailles) en 2007 au restaurant Gordon Ramsay qui obtiendra  au Guide Michelin. Il est aujourd'hui directeur de la sommellerie au restaurant Le Jules Verne au 2e étage de la Tour Eiffel,  au Guide Michelin 2024, aux côtés du chef Frédéric Anton.
En parallèle, il poursuit une activité de consulting en événementiel et création de cartes des vins.

## Palmarès
- 2003 : Première place aux Olympiades des métiers.
- 2007 : Meilleur sommelier de Rhône-Alpes.
- 2008 : Demi-finaliste du concours du meilleur sommelier de France.
- 2009 : Diploma du Wine & Spirit Education Trust.
- 2010 : Meilleur sommelier de France[6].
- 2010 : Sake Sommelier.
- 2011 : Meilleur ouvrier de France classe Sommellerie[7].
- 2013 : Suppléant du candidat français (David Biraud) aux concours du meilleur sommelier d'Europe et du meilleur sommelier du Monde.
- 2016 : Suppléant du candidat français (David Biraud) au concours du meilleur sommelier du Monde.
- 2019 : Suppléant du candidat français (David Biraud) au concours du meilleur sommelier du Monde[8].
- 2021 : Candidat français au concours du meilleur sommelier d'Europe et d'Afrique à Limassol (Chypre)[9],[10].
- 2023 : Suppléant de la candidate française (Pascaline Lepeltier) au concours du meilleur sommelier du Monde.

## Publication
- Les 101 mots du champagne à l'usage de tous, Archibooks, coll. « 101 mots », 2015, 91 p. (ISBN 978-2-35733-239-3 et 2-35733-239-5, OCLC 982168801).